# Binară cu eclipse
O (stea) binară cu eclipse, sau (stea) binară fotometrică, este o stea binară în care planul revoluției celor două astre se află, în mod sensibil, în linia de vizare a observatorului, acestea eclipsându-se reciproc, în mod periodic. În cazul în care această binară este și o stea binară spectroscopică, iar paralaxa stelară a sistemului este cunoscută, este posibil să se determine mulțimea caracteristicilor celor două membre (masă, densitate, luminozitate, ...)  
Binarele cu eclipse sunt stele variabile, nu pentru că luminozitatea (sau magnitudinea aparentă) a uneia sau a celeilalte  membre variază, ci pentru că ele se întunecă în mod reciproc. Steaua cea mai reprezentativă de binare cu eclipse este Algol (β Persei), denumită de către vechii astronomi arabi „Steaua diavolului”, probabil pentru că ei îi remarcaseră variațiile de luminozitate.

## Istorie

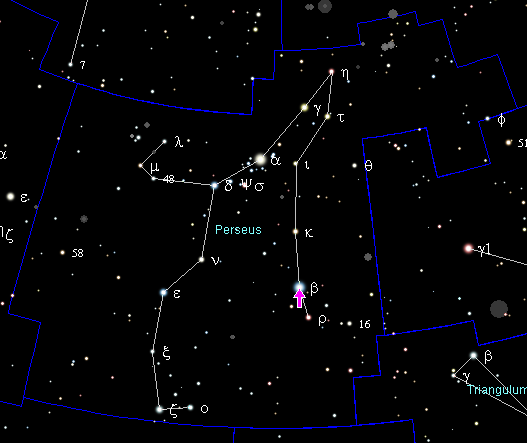
Poziția stelei binare Algol (β Persei), în constelația Perseu.

Primele sisteme binare au fost observate în 1779 de William Herschel. În aproape douăzeci și cinci de ani a observat peste cincizeci de sisteme binare, ajungând la concluzia că erau stele legate gravitațional. În 1803 și-a publicat rezultatele, demonstrând că legea fizică a gravitației enunțată de Newton ar putea fi aplicată dincolo de Sistemul Solar. 
Cu toate acestea, primul sistem binar cu eclipse a fost descoperit în 1782 de foarte tânărul astronom britanic John Goodricke. Acesta a descoperit, în 1782, că scăderile de intensitate luminoasă a stelei Algol (β Persei) se manifestau la fiecare 2 zile 20 de ore și 49 de minute, și a interpretat aceste variații periodice presupunând prezența unui companion întunecat, constituindu-se astfel un sistem binar.
În vremea aceea, ipoteza emisă de John Goodricke a trecut drept fantezistă și abia după un secol, în 1890, a fost confirmată de către un astronom german,   Hermann Carl Vogel, care a observat spectrul luminos al stelei Algol (β Persei). Astfel el a constatat că undele se deplasau alternativ de la albastru la roșu, exact cu aceeași perioadă ca variațiile luminoase ale stelei. Acest fenomen este datorat Efectului Doppler, care are o importanță capitală în astronomie: el arată că poziția liniilor spectrale ale unei surse luminoase se deplasează spre albastru dacă sursa se apropie de observator, sau spre roșu dacă ea se îndepărtează de acesta, acest fenomen crește cu cât mai mult cu cât viteza crește. Pornind de la deplasările observate  ale liniilor lui Algol, Hermann Carl Vogel a putut, prin urmare, să deducă faptul că ceea ce se credea că nu era decât o stea simplă constituia de fapt un sistem de două stele care se rotesc una în jurul celeilalte, ceea ce are drept consecință că ele se apropie și se îndepărtează, în mod alternativ, față de noi.

## Curba de lumină

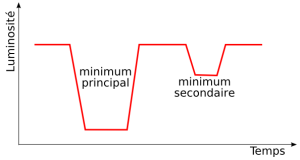
Cronogramă schematică a unei binare cu eclipse.

Curba de lumină a unei binare cu eclipse este caracterizată prin perioade de luminozitate pratictic constante, întretăiate de căderi de intensitate periodice. Dacă unul dintre membrii cuplului de stele este mai mare decât celălalt, unul dintre ei va fi ascuns printr-o eclipsă totală, în timp ce celălalt va fi întunecat printr-o eclipsă inelară.
Minimul de strălucire (minimul principal) survine când steaua cea mai strălucitoare este parțial ascunsă de steaua mai slabă. Minimul secundar, care poate să nu fie foarte vizibil în unele cazuri, are loc când steaua cea mai strălucitoare întunecă steaua mai slabă.
În realitate, curbele de lumină ale acestor stele sunt net mai puțin colțuroase, trazițiile făcându-se mai „blând”. Motivul principal este  că suprafața unei stele este rareori uniform luminoasă; a doua, mai marcată pentru cuplurile de stele foarte apropiate, fiind că așttrii pot uneori să fie deformați. 

## Tipuri

Algolidă.

Binarele cu eclipse sunt în general clasate în trei tipuri, fiecare dintre aceste familii fiind, cum se întâmplă de obicei în astronomie, denumită după o stea reprezentativă.
- Algolidele (EA): acest tip este cel mai răspândit, au fost repertoriate mii de exemplare, modelul fiind Algol (β Persei). Minimele sunt mai degrabă nete și bine decupate, minimul secundar putând avea o intensitate importantă sau, din contra, aproape de nedetectat, urmărind luminozitatea astrului secundar sau ecartul dintre linia de vizare a observatorului și planul revoluției sistemului.

β Lyrae

- Beta Lyrae (EB): Modelul acestui tip este Sheliak (β Lyrae); sunt numărate doar câteva sute. Curba de lumină este mult mai rotunjită decât la algolide. De fapt, un alt fenomen se suprapune variației de luminozitate datorată eclipselor. Cei doi aștri sunt deformați din cauza atracției gravitaționale pe care ei o exercită unul asupra celuilalt, ceea ce le dă o formă foarte alungită, vizibilă alternativ din față și din profil Suprafața vizibilă fiind mai mare când sunt văzute din profil, magnitudinea lor aparentă crește ușor. Aceste stele sunt adesea binare semidetașate.

- Ursae Majoris (EW) : (ω Ursae Majoris), familie care grupează cupluri de stele pitice, în general destul de bătrâne (pitică albă), și care sunt de dimensiuni comparabile între ele. De aceea, minimele principale și secundare au cam aceeași intensitate. Ca și stelele Beta Lyrae, aceste stele sunt în contact, adică există un schimb de materie între cei doi aștri, dar stelele fiind mai apropiate, curbele lor de lumină sunt și mai „rotunjite”. Cei doi aștri fiind foarte apropiați, perioadele binarelor din această familie sunt deseori foarte scurte, în mod tipic mai mici decât o zi terestră, și pot chiar să fie variabile, din cauza transferurilor de masă (de unde deplasarea centrului de gravitație). Aceste stele sunt și binare cu contact.

## Caracteristici ale membrilor
Perioada orbitală a unei binare cu eclipse poate fi calculată studiindu-i curba de lumină, iar taliile relative ale fiecăruia dintre membri (în raport cu raza) pot fi determinate observând viteza la care luminozitatea stelei celei mai îndepărtate se diminuează când celălalt membru trece prin fața sa. Dacă în plus binara este și binară spectroscopică, este posibil să se găsească toate elementele orbitale, masa putând fi dedusă relativ cu ușurință, ceea ce semnifică faptul că densitățile acestor aștri pot fi calculate și ele.